# 대국
대국(大國)은 일반적으로 국가의 규모가 큰 나라를 의미하며, 동아시아에서는 역사적으로 주나라 이후 중국의 정통성을 이어받았다고 인정받은 나라를 말한다. 이에 영향을 받아서 동아시아의 각국들은 자신들보다 열세에 있는 국가나 민족에 대하여 대국을 자처하였다.

## 일반적 의미
규모가 큰 국가를 말할 때 혹은 이를 은유하여 특정 분야의 규모가 클 때 사용한다. 국력이 강하거나 이를 은유하여 특정분야에서 두드러진 세력과 위치를 가진 국가는 보통 강국이라고 표현한다. 예를 들어 'IT대국/IT강국', '인구대국/인구강국'을 비교해 볼 수 있다.

## 역사적 의미
중국 전국시대에는 일반적으로 주왕실로부터 일천승의 전차를 허락받은 제후국부터 대국이라고 불렀다. 때문의 공자의 논어에서 대국과 소국을 이야기 할 때 일천승의 전차가 기준이 되곤 한다.
그러나 공자는 힘의 우위 보다는 어진이는 적이 없다(仁者無敵), 주변을 기쁘게하고 먼 사람은 찾아오게 한다(近悅遠來)는 말로 감화를 통해 이끄는 것을 중시 하였다. 또, 노자 역시 도덕경에서 소국이 바랄 것은 오직 남을 섬기는 것(大國不過欲兼畜人 小國不過欲入事人)이라고 하면서도 대국을 하류에 비유하여 대국은 소국 아래로 스스로 낮춤으로 소국을 얻고 소국은 대국을 향해 내려감으로서 대국을 얻는다고 하였다.(故大國以下小國 則取小國 小國以下大國 則取大國) 이러한 사상의 영향으로 아직도 '대국의 금도(襟度)'와 같은 말이 쓰이며 대국과 강국은 미묘한 어감의 차이가 있다.
이후 주왕실의 정통성을 이어받았다고 인정받는 중원의 나라들은 스스로 주변국에 대하여 대국을 자처하게 되었으며 우리나라도 주변 이민족들에게 대국을 자처하였다. 이러한 영향으로 명나라가 여진족에게 멸망하자 새로 들어선 정복왕조를 대국으로 인정하지 않으려는 움직임으로 소중화사상도 나타났다.